# XMPP
Extensible Messaging and Presence Protocol (XMPP) (претходно називан Jabber) (изговор: „Џабер“ или „Џебер“) је отворена платформа за размену кратких порука и информација о присуству, базирана на XML-у. Софтвер базиран на Jabber протоколима се користи на хиљадама сервера широм Интернета, и користи га преко десет милиона људи, по наводима Jabber Software Foundation.

## Историја
Пројекат је започео Џереми Милер 1998. године, док се прво издање појавило у мају 2000. године. Главни производ пројекта је био jabberd, сервер на који се клијенти прикључују да би комуницирали. Уз помоћ оваквог сервера се може направити или приватна Jabber мрежа, или се исти може прикључити на глобалну јавну мрежу Jabber сервера. Главне карактеристике Jabber система јесу његова децентрализована природа и коришћење „проточног“ XML-а.
Основа Jabber комуникационе платформе, чијим развојем сада управља Jabber Software Foundation, је прихваћена од стране IETF као стандардизован протокол под именом XMPP (екстензибилни протокол за размену порука и присуства), публикован као документ  3920. Често се овај протокол схвата као конкурентан SIMPLE протоколу, базираном на SIP протоколу, као стандард за размену порука и информација о присуству; ипак намера дизајна XMPP протокола је да се обезбеди општији међу-апликативни „middleware“ протокол.
У августу 2005. Google је представио Google Talk, комбинацију VoIP и ИМ система, који користи Jabber/XMPP. Од 17. јануара 2006. Google Talk је ступио у федерацију са јавном Jabber мрежом.